# هانا رایچ
هانا رایْچ (به آلمانی: Hanna Reitsch) (زادهٔ ۲۹ مارس ۱۹۱۲ در هیرشبرگ، درگذشتهٔ ۲۴ اوت ۱۹۷۹ در فرانکفورت) خلبان اهل آلمان و در یک دوره زمانی خلبان مخصوص آدولف هیتلر پیشوای آلمان بود.
او تنها زنی بود که نشان صلیب آهنی درجه یک و نشان سینه ترکیبی خلبانی و رصد طلایی با الماس نیروی هوایی آلمان را در جنگ جهانی دوم دریافت کرد. او بیشتر به خاطر پرواز و فرودش در سنگر مخصوص هیتلر در برلین در آخرین روزهای جنگ جهانی دوم در میان محاصره شدید ارتش سرخ اتحاد جماهیر شوروی شهرت دارد. او اولین خلبان زن در جهان بود که با بالگرد، هواپیمای با نیروی راکت، هواپیمای جت و همچنین با گلایدر بر فراز کوه‌های آلپ، پرواز کرد. او بیش از چهل رکورد جهانی پرواز در زمینه ارتفاع و مدت زمان پرواز قبل و بعد از جنگ جهانی ثبت کرد و برخی از رکوردهای پرواز او با گلایدر تا امروز نیز پابرجا هستند. او نخستین زنی بود که با بالون از کوه‌های آلپ گذشت، نخستین خلبان زن و نخستین زن جهان بود که در سال ۱۹۳۶ میلادی با بالون ۳۰۵ کیلومتر و به مدت بی‌سابقه ۵ ساعت و نیم بالای زمین ماند.

## زندگی حرفه‌ای
پدرش پزشک بود و می‌خواست که او هم کار او را ادامه دهد اما خودش از کودکی فقط عاشق پرواز بود. می‌گفت: «بچه که بودم بارها دست‌هایم را باز می‌کردم که از بالکن پایین بپرم. خیلی وقت‌ها تکلیف‌های مدرسه را بالای بلندترین درخت خانه‌مان انجام می‌دادم.»
هانا رایچ ۲۰ ساله بود که پروانه سکانداری بالون و خلبانی هواپیما را در برلین به دست آورد و یک سال بعد با یک گروه پژوهشی نیروی هوایی آلمان به برزیل و آرژانتین رفت. از همان هنگام بود که پزشکی را کنار گذاشت و همه وقت و زندگیش را صرف پرواز کرد.
حتی نازیها که زن ایده‌آل‌شان باید بلندقامت، خانه‌دار و کودک‌پرور می‌بود، از او که ۱ متر و نیم بیشتر قد و ۵۰ کیلو بیشتر وزن نداشت، پشتیبانی کردند و او هم در مقابل در صف اول آزمایشگران هواپیماهای تندرو جنگی ایشان قرار گرفت.
او در طرح هواپیماهای انتحاری آلمانی‌ها که قرار بود در اواخر جنگ جهانی دوم اجرا شود، شرکت کرد و دیگران را هم به این کار تشویق می‌نمود. می‌گفتند که او دوست دختر هیتلر بوده‌است.

## سنگر پیشوا
در آخرین روزهای جنگ، هیتلر دستور خلع درجه و مقام هرمان گورینگ فرمانده نیروی هوایی آلمان را به اتهام خیانت صادر کرد و در پی آن ژنرال روبرت ریتر فون گرایم را جایگزین وی کرد. پس از دریافت این ترفیع، فون گرایم از رایچ خواست تا او را با هواپیما به برلین که به شدت در محاصره نیروهای شوروی بود ببرد.

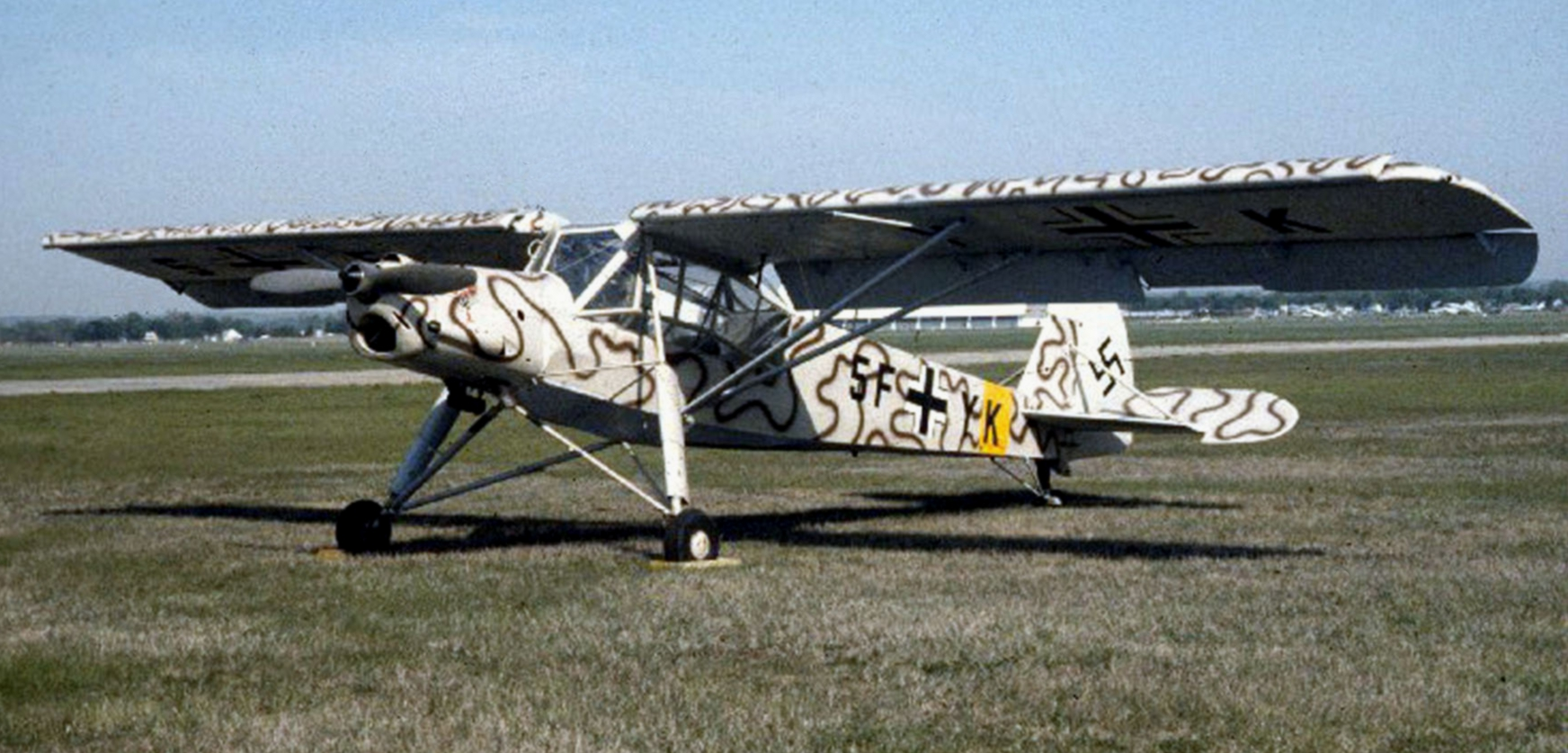
یک نمونه از هواپیمای فیزلر فی ۱۵۶ که رایچ با آن به برلین پرواز کرد.

رایچ، فون گرایم را با یک هواپیمای فیزلر فی ۱۵۶ در بین پدافند هوایی شدید ارتش سرخ، با پرواز در ارتفاع پایین در محلی به نام تیرگارتن (باغ حیوانات) در نزدیکی دروازه براندنبورگ در برلین فرود آورد. پای فون گرایم در این پرواز به علت اصابت گلوله شوروی‌ها زخمی شد. پس از فرود، رایچ و فون گرایم به محل سنگر پیشوا رفتند تا در آنجا هیتلر رسماً فون گرایم را به مقام فرماندهی نیروی هوایی آلمان که در آن زمان به غیر از یک نام چیز دیگری نبود و عملاً هواپیمایی در اختیار نداشت، ارتقاء دهد.
در هنگام بمباران شدید سنگر پیشوا توسط شورویها، هیتلر یک ویال حاوی سم به فون گرایم و یکی دیگر نیز به رایچ داد. رایچ، سم را با رغبت پذیرفت و کاملاً آماده بود تا در کنار پیشوا در برلین کشته شود. با دستور هیتلر، رایچ، فون گرایم را در عصر روز ۲۸ آوریل ۱۹۴۵، ساعاتی قبل از سقوط برلین، با هواپیما زیر آتش سنگین پدافند هوایی کمونیست‌ها از شهر خارج کرد تا این آخرین پرواز هواپیمایی آلمانی در جنگ جهانی دوم از برلین باشد.

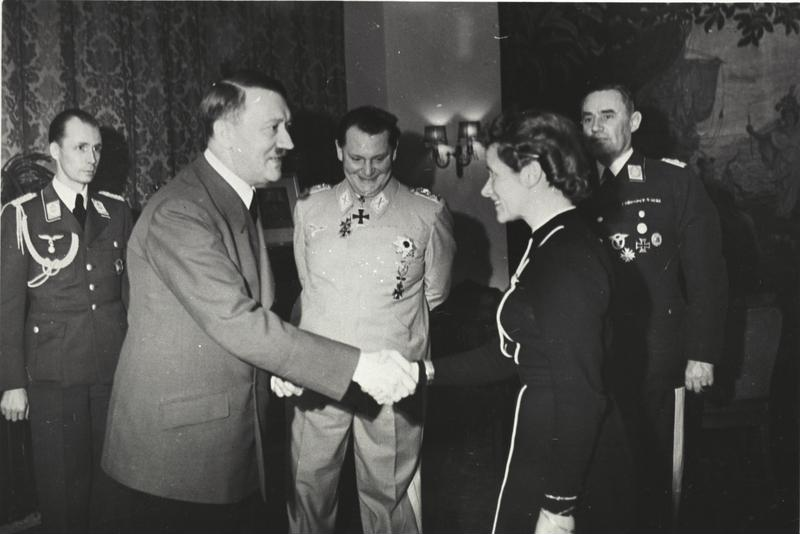
تصویر رایچ در سال ۱۹۴۱ در مراسمی که آدولف هیتلر پیشوای آلمان در حضور هرمان گورینگ فرمانده نیروی هوایی آلمان، نشان صلیب آهنی درجه دو را به او اعطا کرد.

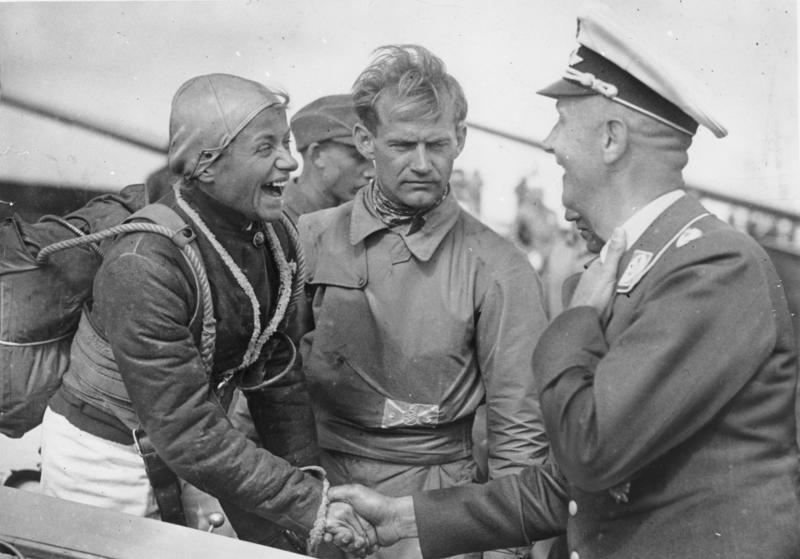

## پس از جنگ
رایچ و فون گرایم توسط نیروهای آمریکایی دستگیر شدند. فون گرایم در بازداشت خودکشی کرد و رایچ یک سال و نیم زندانی بود. در این مدت پدرش، مادر و خواهر و فرزندان خواهر او را کشت و بعد خودکشی کرد. رایچ پس از مدتی به دنیای خلبانی بازگشت و توانست افتخارات جدیدی کسب و رکوردهای جدیدی ثبت نماید.
او ۵ سال پیش از مرگش تابعیت آلمانی‌اش را ترک کرد و به تابعیت اتریش درآمد.

## کتاب‌هایی که توسط رایچ نوشته شده‌اند
- پرواز، زندگی من شابک ‎۳-۷۷۶۶-۲۱۹۷-۴ (اتوبیوگرافی)
- من در آفریقا برای غنای نکروماز پرواز کردم. شابک ‎۳−۷۷۶۶−۰۹۲۹-X
- غیر فابل تخریب در زندگی من شابک ‎۳-۷۷۶۶-۰۹۷۵-۳
- فرازها و فرودها شابک ‎۳-۴۵۳-۰۱۹۶۳-۶ و ISBN 3-7766-0890-0

## مرگ
هانا رایچ در ۶۷ سالگی در فرانکفورت در مرکز آلمان درگذشت.